# MUTO (personaggio)
I MUTO (acronimo per Massive Unidentified Terrestrial Organism, letteralmente "enorme organismo terrestre non identificato") sono una coppia di kaijū (mostri misteriosi) apparsi per la prima volta come antagonisti principali nel film Godzilla e in seguito nel film Godzilla II - King of the Monsters (uscito nel 2019).

## Concezione e sviluppo

### Nome
"MUTO" è un acronimo per Organismo Terrestre Massiccio Non Identificato (Massive Unidentified Terrestrial Organism). Il regista Gareth Edwards li descrisse come "gli UFO dei mostri". Il primo abbozzo del film nominava il MUTO maschio e femmina come Hokmuto e Femuto. Sebbene il termine venisse usato nel film per identificare i due mostri, nasceva come designazione per qualsiasi organismo gigante non identificato. Nel fumetto prequel Godzilla: Awakening, un superorganismo collettivista risalente al Permiano viene nominato MUTO prima di essere infine battezzato "Shinomura" (sciame della morte).

### Sviluppo
Dopo aver acquisito i diritti per Godzilla, Legendary Pictures decise subito d'includere due antagonisti nel film. Il primo abbozzo di David Callaham includeva dei mostri stabiliti come antichi nemici di Godzilla, ma senza spiegazione per la loro inimicizia. Quando Gareth Edwards fu incaricato a lavorare come regista, compose un retroscena per rendere il collegamento fra Godzilla e i MUTO meno ambiguo. Gli venne l'idea che, nel passato remoto, le creature uccidessero i simili di Godzilla per poi covare le uova nelle loro carcasse, così facendo che, nei giorni d'oggi, i MUTO avrebbero una motivazione per scontrarsi con Godzilla.
Edwards rivelò in un'intervista che ci volle un anno per decidere il look finale dei MUTO, siccome voleva creare qualcosa di più contemporaneo dei nemici precedenti di Godzilla. Gli artisti del film trassero ispirazione da varie fonti, inclusi Jurassic Park, Alien, Starship Troopers - Fanteria dello spazio e King Kong, riflettendo su che cosa rese i mostri di questi film così iconici. Edwards diede il merito del look finale dei MUTO all'artista Matt Allsopp, dichiarando che "80-50% del loro DNA" proveniva da lui.
Il film raffigura i MUTO come una specie ottopode sessualmente dimorfica; la femmina è la più grande, mentre il maschio è più piccolo, con arti modificati in ali. Sebbene abbiano un aspetto da artropode, l'artista Guillaume Rocheron li paragonò ai vertebrati. L'angolarità delle ali del maschio sono basate su quelle d'un velivolo stealth. Come effetto collaterale delle radiazioni che assorbono, i MUTO sono capaci di emettere impulsi elettromagnetici dagli artigli.

## Filmografia
Una coppia di MUTO appaiono come antagonisti nel film Godzilla (2014), e un secondo MUTO femmina fa una breve apparizione nel sequel Godzilla II - King of the Monsters (2019). Il termine MUTO viene anche citato in Kong: Skull Island (2017). La super-specie Madre dei MUTO, Titanus Jinshin-Mushi (soprannominata anche MUTO Prime), compare nel romanzo grafico Godzilla: Aftershock.

### Film
- Godzilla (2014)
- Godzilla II - King of the Monsters (2019)

### Videogiochi
- Godzilla Smash3
- Godzilla: Strike Zone

### Letteratura
- Godzilla: Aftershock (2019)